# Eberhard Ier de Wurtemberg
Pour les articles homonymes, voir Eberhard de Wurtemberg (homonymie).
Eberhard Ier de Wurtemberg (1265-1325) fut comte de Wurtemberg et comte d'Urach à la mort de son demi-frère Ulrich II de Wurtemberg (1279).

## Biographie
Fils de Ulrich Ier, comte de Wurtemberg et de sa seconde épouse Agnès de Silésie, Eberhard Ier se trouva orphelin de père et de mère dès l'année de sa naissance.
Il épousa Adélaïde von Verdenberg, dont il eut un enfant :
- Ulrich (mort en 1315).

En 1291, il épousa en secondes noces Mechtilde von Hohenberg-Hohenberg (morte en 1315) sans postérité.
Eberhard épousa ensuite Ermengarde de Bade, fille du co-margrave Rodolphe Ier de Bade. Six enfants sont nés de cette union :
- Agnès de Wurtemberg (1293-1349), en 1317 elle épousa Henri von Werdenberg ;
- Adélaïde de Wurtemberg (1296-1342), en 1306 elle épousa le comte Kraft II von Hohenlohe ;
- Ulrich III de Wurtemberg (1298-1344), comte de Wurtemberg au décès de son père ;
- Irmgarde de Wurtemberg (morte en 1329), en 1318 elle épousa le comte Rodolphe von Hohenberg-Hohenberg (maison de Hohenzollern) ;
- Ulrich de Wurtemberg ;
- Agnès de Wurtemberg (morte en 1317), elle épousa le comte Louis VI von Oettingen en 1313.

Eberhard est l'ascendant de Charles de Wurtemberg, chef de la maison de Wurtemberg de 1975 à sa mort en 2022, et, évidemment de son petit-fils et successeur Wilhelm de Wurtemberg, né en 1994.
- Notices d'autorité :   - VIAF
  - ISNI
  - IdRef
  - GND